# Bardas Phocas l'Ancien
Pour les articles homonymes, voir Bardas (homonymie) et Bardas Phocas.
Bardas Phocas (grec moderne : Βάρδας Φωκᾶς) (vers 878 – vers 968) est un notable et général byzantin da la première moitié du Xe siècle, père de l´empereur Nicéphore II Phokas et du curopalate Léon Phocas le Jeune.
Bardas était issu du clan Phocas, l´une des plus grandes familles de l´aristocratie militaire anatolienne. Son père était Nicéphore Phocas l'Aîné, un éminent général qui se distingua en Italie.

## Biographie
En 917, Bardas participa à la désastreuse bataille d´Anchialos sous les ordres de son frère aîné Léon Phocas l´Aîné. En 941, il fut gouverneur du thème des Arméniaques et contint avec ses troupes locales les attaques des Rus´ menés par Igor de Kiev en Bithynie, avant l´arrivée de l´armée byzantine menée par Jean Kourkouas qui les chassa définitivement.
En 945, il fut nommé commandant suprême de l´armée byzantine orientale par l´empereur Constantin VII Porphyrogénète. Profitant des tensions entre l'émir d'Alep et l'Égypte, il occupa en 948 et 949 les villes de Germanicia et d'Erzeroum. En 950 Ali Sayf al-Dawla envahit la Cappadoce, mais dut ensuite battre en retraite, abandonné de certains de ses alliés. Le 26 octobre, Bardas Phocas lui tendit une embuscade et détruisit une grande partie de son armée. En 951, Bardas Phocas empêcha de nouveau l'émir d'Alep d'envahir la Cappadoce et déplaça la suite du conflit en Cilicie et en Mésopotamie. Dans les années qui suivirent, il n'arriva pas à progresser.
En 953, il fut vaincu et grièvement blessé par l´émir lors de la bataille de Germanicia et fut remplacé par son fils Nicéphore en 955-956.
Lorsque celui-ci monta sur le trône, il décerna à son père le titre extrêmement prestigieux de césar. 
Bardas mourut en 968 à l'âge de 90 ans.

## Famille
De son épouse (dont le nom reste inconnu), sœur de Constantin Maleïnos et de saint Michel Maleïnos, Bardas Phocas eut plusieurs enfants :
- une fille, femme de Diogène, stratège en 944, arrière-arriére-grands-parents de Romain IV Diogène
- une fille, femme de Romain (?) Kourkas
- une fille, femme de Théodule Parsakouténos, père de Bardas Parsakouténos
- l'empereur Nicéphore II Phocas
- Constantin, stratège de Séleucie, fait prisonnier par les Hamdanides en 949 et mort empoisonné dans un cachot six ans plus tard selon Kédrènos.
- Léon Phocas le Jeune